# Les Héros oubliés
Les Héros oubliés est une série photographique effectuée par le photographe afrofuturiste congolais Christophe Madihano entre 2016 et 2019,.

## Description

### Historique
Les Héros oubliés consiste en une vingtaine de photographies, effectuée par le photographe afrofuturiste congolais Christophe Madihano entre 2016 et 2019, avec une thématique présentant des images majestueuses des forces armées de la République démocratique du Congo, dont l'ensemble des photographies décrit le trajet fictif sur la scène de guerre montrant leur détermination, bravoure et dévouement pour la garde de l’intégrité territoriale du pays pendant la première et deuxième guerre du Congo,,.
Christophe Madihano s’allie en collaboration avec la 34eme région militaire du Nord-Kivu par l’entremise du Service de Communication et d'Information des forces armées de la République démocratique du Congo, coordonné par le chef d'État-major adjoint des forces terrestres Ilunga Mpeko Edmont, pour réaliser ses photographies mettant en scène sept braves soldats volontaires au projet dont quatre hommes et trois femmes,.

### Univers de l’œuvre
Selon le photographe, ces images rendent hommage aux Forces armées de la République démocratique du Congo et vise à réveiller un sens du patriotisme pour soutenir les forces loyalistes.

### Expositions
Le 20 septembre 2021, le projet ''les héros oubliés'' de l'artiste Christophe Madihano a été présenté au gouverneur militaire du Nord-Kivu Ndima Kongba Constant à Goma et obtenir un accompagnement pour que les images soient exposées dans d'autres villes de la province, Butembo et Beni.
En mars 2022, Les Héros oubliés visant à réveiller un sens du patriotisme pour soutenir les forces armées a été exposé au Palais du Peuple (devant l'Assemblée nationale et le Sénat) à Kinshasa et à la Cité de l'Union africaine sous l'invitation de Félix Tshisekedi (président de la république démocratique du Congo et ex-présidents de l'Union africaine), dans le cadre de la campagne "Bendele Ekweya té" visant la sensibilisation de la population Congolaise à soutenir les forces armées et la police nationale congolaises à aller de l’avant pour vaincre complètement toutes les forces du mal dans l'Est de la République démocratique du Congo,.

### Hommages
Un cliché de Les Héros oubliés rend hommage à l'adjudant Abedi Amissi, l'un de ces sept soldats volontaires au projet, mort en opérations au Nord-Kivu.

## Campagne "Bendele Ekweya té"
La campagne « Bendele ekwaya té » en lingala (ou littéralement traduit en français par  « Le drapeau ne peut pas tomber ») est une initiative de sensibilisation de la population Congolaise à soutenir les forces armées et la police nationale congolaises. Lancée le 15 mai 2021 par le premier ministre Jean-Michel Sama Lukonde Kyenge pendant cette période de l’état de siège, elle exhorte à œuvrer pour la paix dans l’Est de la République démocratique du Congo.
Les Héros oubliés, avec un sens du patriotisme, a été choisie pour soutenir la campagne par le ministre de la communication et médias Patrick Muyaya Katembwe, lors de l’ouverture de la session parlementaire le 15 mars 2022 après avoir rencontré le photographe Christophe Madihano lors du Festival Amani en février 2022,. Une vingtaine de panneaux ont ensuite été présentés à la Présidence, puis au Collège des hautes études de Stratégie et de Défense (CHESD) à Kinshasa.